# Vĩnh Tông
Vĩnh Tông (chữ Hán: 永琮; 27 tháng 5, năm 1746 – 29 tháng 1, năm 1748), Ái Tân Giác La, là vị Hoàng tử thứ 7 của Thanh Cao Tông Càn Long Hoàng đế.
Sau cái chết của anh trai cùng mẹ Đoan Tuệ Hoàng thái tử Vĩnh Liễn, Hoàng tử Vĩnh Tông sẽ được hi vọng trở thành Trữ quân, nên từ khi sinh ra thì Hoàng tử rất được cha là Càn Long Đế yêu quý.

## Cuộc đời
Hoàng tử Vĩnh Tông được sinh ra vào buổi trưa, ngày 8 tháng 4 (âm lịch) năm Càn Long thứ 11 (1746), là con trai thứ 7 của Thanh Cao Tông và là con trai thứ hai, cũng là con trai út trong tổng số 4 người con của Hiếu Hiền Thuần Hoàng hậu.
Theo lệ thời Càn Long, vào tháng giêng, Hoàng đế sẽ thân chủ trì các điển lễ long trọng, diên yến chiêu đãi các Vương công Đại thần, sau đó còn có lệ đi đến Viên Minh Viên đón tiết Thượng Nguyên, xem pháo hoa và tham quan núi non. Tuy nhiên, kế hoạch này đều bị bãi bỏ vào năm Càn Long thứ 11 năm đó, tất cả chỉ vì Càn Long Đế không muốn Hiếu Hiền Thuần Hoàng hậu phải đi đường xa vất vả, nên ông quyết định cùng với Hoàng hậu năm đó ở tại Tử Cấm Thành chờ đợi đứa con sắp chào đời.
Vì người anh cùng mẹ Đoan Tuệ Hoàng thái tử Vĩnh Liễn qua đời sớm, cộng thêm Hoàng tử sinh ngay vào ngày Phật đản, nên từ khi mới lọt lòng, Hoàng thất tử Vĩnh Tông được coi là Hoàng Đích tử duy nhất và rất được Càn Long Đế yêu quý, coi trọng và đặt rất nhiều hi vọng trong tương lai.
Quá đỗi vui mừng trước sự ra đời của Hoàng tử, Càn Long Đế ngay lúc đó đã hý bút:
| “                                                   | 九龙喷水梵函传，疑似今思信有焉。 已看黍田沾沃若，更欣树壁庆居然。 人情静验咸和豫，天意钦承倍惕乾。 额手但知丰是瑞，颐祈岁岁结为缘。 . Cửu long phún thủy phạn hàm truyện, nghi tự kim tư tín hữu yên. Dĩ khán thử điền triêm ốc nhược, canh hân thụ bích khánh cư nhiên. Nhân tình tĩnh nghiệm hàm hòa dự, thiên ý khâm thừa bội thích càn. Ngạch thủ đãn tri phong thị thụy, di kỳ tuế tuế kết vi duyên. | ” |
| — Bài thơ mừng Thất hoàng tử ra đời của Càn Long Đế | |   |

Viết xong, Càn Long Đế còn cư nhiên sợ người đọc không hiểu, nên cẩn thận chú thích: 「Thị nhật trung cung hữu lộng chương chi hỉ; 是日中宫有弄璋之喜; ý đại khái là "Niềm vui vào ngày hoàng hậu sinh con trai"」. Cụm từ "Lộng chương" (弄璋) trong chú thích, xuất phát từ Kinh Thi, có câu: "Nãi sinh nam tử, tái tẩm chi sàng, tái y chi thường, tái lộng chi chương" (Nguyên văn: 乃生男子，载寝之床，载衣之裳，载弄之璋。).
Cái tên Vĩnh Tông của Hoàng tử là ngầm ý của Càn Long khi muốn Hoàng tử là người kế vị. Sự yêu quý của Càn Long Đế dành cho con trai cả thiên hạ đều biết, chính văn nhân Trình Mục Hành (程穆衡) trong tác phẩm "Kim xuyên kỷ lược" (金川纪略) của mình cũng ghi về Hoàng tử Vĩnh Tông như sau:「"Hoàng thất tử Vĩnh Tông, túc tuệ kỳ nghi, Thượng (Càn Long Đế) cùng Hậu (Hiếu Hiền Thuần Hoàng hậu) yêu tha thiết"; 皇七子永琮，夙慧岐嶷，上与后尤钟爱」.

## Qua đời và tang nghi
Năm Càn Long thứ 12 (1747), ngày 29 tháng 12 (âm lịch), giờ Hợi, Hoàng tử Vĩnh Tông bị đậu mùa mà mất, chỉ vừa 2 tuổi. Càn Long Đế vô cùng tiếc thương, vừa đau lòng vừa chỉ dụ rất cặn kẽ về cái chết của Hoàng tử.
Lời dụ rằng:
| “                                                                          | 皇七子永琮。毓粹中宫。性成夙慧。甫及两周。岐嶷表异。圣母皇太后因其出自正嫡。聪颖殊常。钟爱最笃。朕亦深望教养成立。可属承祧。今不意以出痘薨逝。深为轸悼。建储之意。虽朕衷默定。而未似端慧皇太子之书旨封贮。又尚在襁褓。非其兄可比。且中宫所出。于古亦无遭殇追赠。概称储贰之礼。但念皇后名门淑质。在皇考时。虽未得久承孝养。而十余年来。侍奉皇太后。承欢致孝。备极恭顺。作配朕躬。恭俭宽仁。可称贤后。乃诞育佳儿。再遭夭折。殊难为怀。皇七子丧仪。应视皇子从优。著该衙门遵旨办理。送入朱华山园寝。复念朕即位以来。敬天勤民。心殷继述。未敢稍有得罪天地祖宗。而嫡嗣再殇。推求其故。得非本朝自世祖章皇帝以至朕躬。皆未有以元后正嫡。绍承大统者。岂心有所不愿。亦遭遇使然耳。似此竟成家法。乃朕立意私庆。必欲以嫡子承统。行先人所未曾行之事。邀先人所不能获之福。此乃朕过耶。此朕悲悼之余。寻思所及。 . (Đại ý): Hoàng thất tử Vĩnh Tông, là Đích tử do Trung cung Hoàng hậu sở sinh. Từ nhỏ thông tuệ hơn người, trời sinh có dị tướng. Hoàng thái hậu bởi vì Hoàng tử là Chính đích, lại thông minh dị thường, cho nên một mực yêu tha thiết. Trẫm cũng muốn lấy (Hoàng tử) làm Trữ quân. Hiện giờ đột nhiên mắc bệnh đậu mà chết non, Trẫm thập phần bi ai. Tuy rằng (Hoàng tử) là Thái tử vừa ý Trẫm, nhưng là không giống Đoan Tuệ Hoàng thái tử do chính Trẫm mật chỉ mệnh lập, hơn nữa Hoàng tử do Hoàng hậu sinh ra, cũng chưa từng có tiền lệ chết non truy phong Thái tử. Nhưng Hoàng hậu Phú Sát thị xuất thân danh môn, tuy rằng không có phúc phận phụng dưỡng Hoàng khảo lâu dài, nhưng là người đối với Hoàng thái hậu cực kỳ hiếu thuận hơn 10 năm, tận tâm tận lực mà phụ tá Trẫm, đủ gọi là Nhất thế Hiền hậu. Nàng sinh dục Hoàng tử lại lần nữa chết non, khó có thể an ủi nỗi đau tột cùng này của nàng, cho nên tang nghi của Hoàng thất tử so với các Hoàng tử khác nên càng thêm long trọng. Trẫm kế vị tới nay, kính thiên cần dân, tự hỏi vẫn chưa đắc tội Thiên địa tổ tông, nhưng mà vì cái gì khiến Đích tự lần nữa chết sớm? Chẳng lẽ là bởi vì Hoàng triều từ khi đóng đô ở Trung Nguyên tới nay, các vị Hoàng đế kế tự vốn không phải là Đích xuất (ý nói Thanh Thế Tổ, Thanh Thánh Tổ và Thanh Thế Tông), mà Trẫm một mực muốn Đích tử kế thống, mong muốn có được phúc phận mà tổ tiên chưa từng đạt được, bởi vậy cái tâm đó là đòi hỏi quá đáng, thành ra họa như vậy chăng? | ” |
| — Lược dịch Chỉ dụ của Càn Long Đế về cái chết của Hoàng thất tử Vĩnh Tông | |   |

Tang nghi của Hoàng tử Vĩnh Tông được tổ chức vô cùng long trọng, so với các Hoàng tử còn nhỏ mà chết yểu khác của nhà Thanh, thì tang nghi của Hoàng tử Vĩnh Tông là cao cấp nhất. Sơ qua, tang lễ của Vĩnh Tông là sang năm Càn Long thứ 13 (1748), bắt đầu từ ngày 2 tháng 1 (âm lịch) nhập Kim quan, ngày 6 tháng 1 thì bắt đầu ban thụy hiệu, qua các "Sơ nghi thức tế lễ", "Dịch nghi thức tế lễ", "Đại nghi thức tế lễ", "Chu nguyệt lễ", "Bách nhật lễ", "Tổ điện lễ" thì sang ngày 17 tháng 4 (âm lịch) bắt đầu tiến hành "Phụng di lễ", tức là bắt đầu đưa Kim quan của Hoàng tử đến nơi chôn cất, ngày 23 tháng 4 (âm lịch) thì tiến hành "Tạm an lễ", chuẩn bị cho lễ hạ táng Kim quan. Mãi cho đến ngày 25 tháng 9 (âm lịch) cùng năm, chính thức hạ táng Hoàng tử Vĩnh Tông vào Đoan Tuệ Hoàng thái tử viên tẩm (端慧皇太子园寝), bên cạnh anh ruột là Đoan Tuệ Hoàng thái tử Vĩnh Liễn.
Ban đầu, Hoàng tử Vĩnh Tông được Càn Long Đế ban cho thụy hiệu là Điệu Mẫn (悼敏). Về sau, Gia Khánh Đế vào tháng 3 năm Gia Khánh thứ 4 (1799) mới cải thành Triết Thân vương (哲亲王).